# 43e régiment d'infanterie de marine
Pour les articles homonymes, voir 43e régiment.
Le 43e régiment d'infanterie de marine est une unité de l'armée française.
C'est un régiment colonial créé en août 1914 sous le nom de 43e régiment d'infanterie coloniale et rattaché au 23e régiment d'infanterie coloniale. Renommé en 1958, le 43e bataillon d'infanterie de marine, stationné à Port-Bouët au sud-est d'Abidjan (Côte d'Ivoire), il fait partie des TFCI (troupes françaises stationnées en Côte d'Ivoire).

## Création et différentes dénominations
- août 1914 : création du 43e RIC
- 1919: Dissolution.
- août 1939 : recréation du 43e RIC
- 1940-1942 : il fait partie de l'armée d'armistice.
- 1945-1952 : recréation 43e RIC (18e RTS)
- avril 1956 : il devient le 43e BIC, à Philippeville, en Algérie.
- décembre 1958 : il devient le 43e BIMa, puis sera dissous en 1962.
- 1960 : création à Offenbourg en Allemagne (FFA) du 43e régiment blindé d'infanterie de marine. À savoir que le 43e BIMa soit toujours en Afrique du Nord.
- 1968 : il devient le 43e RIMa.
- Début 1978 : il est à nouveau dissous.
- juillet 1978 : il redevient le 43e BIMa, il est stationné à Port-Bouet près d'Abidjan en Côte d'Ivoire. Il sera dissous le 3 juin 2009.

## Chefs de corps
43e régiment d'infanterie coloniale
- 2 août 1914 - 20 août 1914 : Lieutenant-colonel Tardiu
- 20 août 1914 - 8 juin 1916 : Lieutenant-colonel Porte
- 8 juin 1916 - février 1919 : Lieutenant-colonel Calisti

43e régiment d'infanterie coloniale
- septembre 1939 - 15 juin 1940 : Colonel Ditte
- 15 juin 1940 - 9 juillet 1940 : Chef de bataillon de Saizieu
- septembre 1940 - 18 juillet 1940 : Lieutenant-colonel Pinault
- 18 juillet 1940 - 21 juillet 1940 : Chef de bataillon Raynier
- novembre 1940 - 8 décembre 1942  : Colonel Penard

3e bataillon du 43e RIC
- 8 décembre 1942  - 12 mai 1943 : Chef de Bataillon Michel

43e régiment d'infanterie coloniale
- 15 mai 1943 - 3 juillet 1943 : Colonel Boucher
- 3 juillet 1943 - 28 décembre 1943 : Colonel Bourgeois
- 28 décembre 1943 - 5 mai 1944 : Lieutenant-colonel Azais
- 5 janvier 1944 - 1er juillet 1945 : Colonel Lacroix

43e régiment d'infanterie coloniale
- 1er juillet 1945 - 15 juin 1947 : Colonel Cluzet
- 15 juin 1947 - 1er avril 1948 : Lieutenant-colonel Le Nulzec
- 1er avril 1948 - 1er décembre 1948 : Lieutenant-colonel des Essars

Bataillon de marche du 43e régiment d'infanterie coloniale
- 1er janvier 1953 - 20 janvier 1953 : Capitaine Lagarde
- 20 janvier 1953 - 19 avril 1954 : Chef de bataillon Selignat
- 19 avril 1954 - 1er septembre 1954 : Chef de bataillon Muller

43e régiment d'infanterie coloniale
- 1er septembre 1954 - 15 mars 1955 : Lieutenant-colonel Lavergne

2e bataillon du 43e régiment d'infanterie coloniale
- 15 mars 1955 - 31 décembre 1955 : Chef de bataillon Sciou

43e bataillon d'infanterie coloniale
- 1er avril 1956 - 2 décembre 1956 : Chef de bataillon Bestouil
- 2 décembre 1956 - 1er mars 1957 : Chef de bataillon de Penguern
- 1er mars 1957 - 27 août 1957 : Chef de bataillon Le Bras
- 27 août 1957 - 1er décembre 1958 : Chef de bataillon Lescure

43e bataillon d'infanterie de marine
- 1er décembre 1958 - 10 décembre 1958 : Chef de bataillon Lescure
- 10 décembre 1958 - 10 octobre 1959 : Chef de bataillon Sichel
- 10 décembre 1959 - 15 juin 1962 chef de bataillon Villemin

43e régiment blindé d'infanterie de marine
- 1er avril 1960 - 10 mars 1961 : Colonel Morel
- 11 mars 1961 - 12 février 1963 : Colonel Aillerie
- 13 février 1963 - 20 août 1964 : Colonel Revault d'Allonnes
- 21 août 1964 - 9 août 1966 : Colonel Lescure
- 10 août 1966 - 1er mai 1968 : Colonel Muller

43e régiment d'infanterie de marine
- 1er mai 1968 - 9 août 1968 : Colonel Muller
- 10 août 1968 - 31 août 1970 : Colonel Ardaillon
- 1er septembre 1970 - 20 août 1972 - Colonel Godfroy
- 21 août 1972 - 22 août 1974 : Colonel Jacques Le Seigneur
- 23 août 1974 - 27 août 1976 : Colonel Martin
- 28 août 1976 - 30 juin 1978 : Colonel Lemoine

43e bataillon d'infanterie de marine
- 1er juillet 1978 - 7 août 1978 : Colonel Delmas
- 8 août 1978 - 28 août 1980 : Lieutenant-colonel Gauvin
- 29 août 1980 - 30 juillet 1982 : Lieutenant-colonel Auffret
- 31 juillet 1982 - 30 juillet 1984 : Colonel Capdeville
- 31 juillet 1984 - 30 juillet 1986 : Colonel Capodanno
- 31 juillet 1986 - 31 juillet 1988 - Colonel Guillou
- 1er août 1988 - 1er août 1990 : Colonel Nichon
- 2 août 1990 - 31 juillet 1992 : Lieutenant-colonel Blache
- 1er août 1992 - 9 février 1993 (décédé) : Lieutenant-colonel Saboret
- 8 mars 1993 - 13 juillet 1995 : Colonel Gonnet
- 14 juillet 1995 - 25 juillet 1997 : Lieutenant-colonel Cucquel
- 26 juillet 1997 - 13 juillet 1999 : Lieutenant-colonel Esposi
- 14 juillet 1999 - 14 juillet 2001 : Colonel Paulus
- 15 juillet 2001 - 1er août 2003 : Lieutenant-colonel Sioc'han de Kersabiec
- août 2003 - juillet 2005 : Lieutenant-colonel du Perron de Revel
- juillet 2005 - juillet 2006 : Lieutenant-colonel de Vathaire
- juillet 2006 - juillet 2007 : Lieutenant-colonel Facon
- juillet 2007 - juillet 2008 : Lieutenant-colonel David
- juillet 2008 - 3 juin 2009 : Lieutenant-colonel Curtaz

## Historique

### Première Guerre mondiale
Affectations :
- 154e division d'infanterie d'avril 1915 à novembre 1916

#### 1914
- Bataille de Morhange
- Victoires de Lorraine :

septembre : Grand-Couronné
- Course à la mer :

Chuignes
Maricourt

#### 1915
Artois
- septembre : Givenchy-en-Gohelle
- 25 septembre-6 octobre : seconde bataille de Champagne

#### 1916
Bataille de Verdun
Seppois
Rattachement au 2e division d'infanterie coloniale : novembre 1916 - mai 1917

#### 1917
Chemin des Dames:
- 16 avril : Laffaux
- août-octobre : Craonne

#### 1918
Montagne de Reims

#### 1919
- Dissolution du 43e RIC
- Le 43e régiment d’infanterie coloniale reçut la croix de la Légion d'honneur le 5 juillet 1919.

### La Seconde Guerre mondiale
- août 1939 : recréation du 43e RIC :

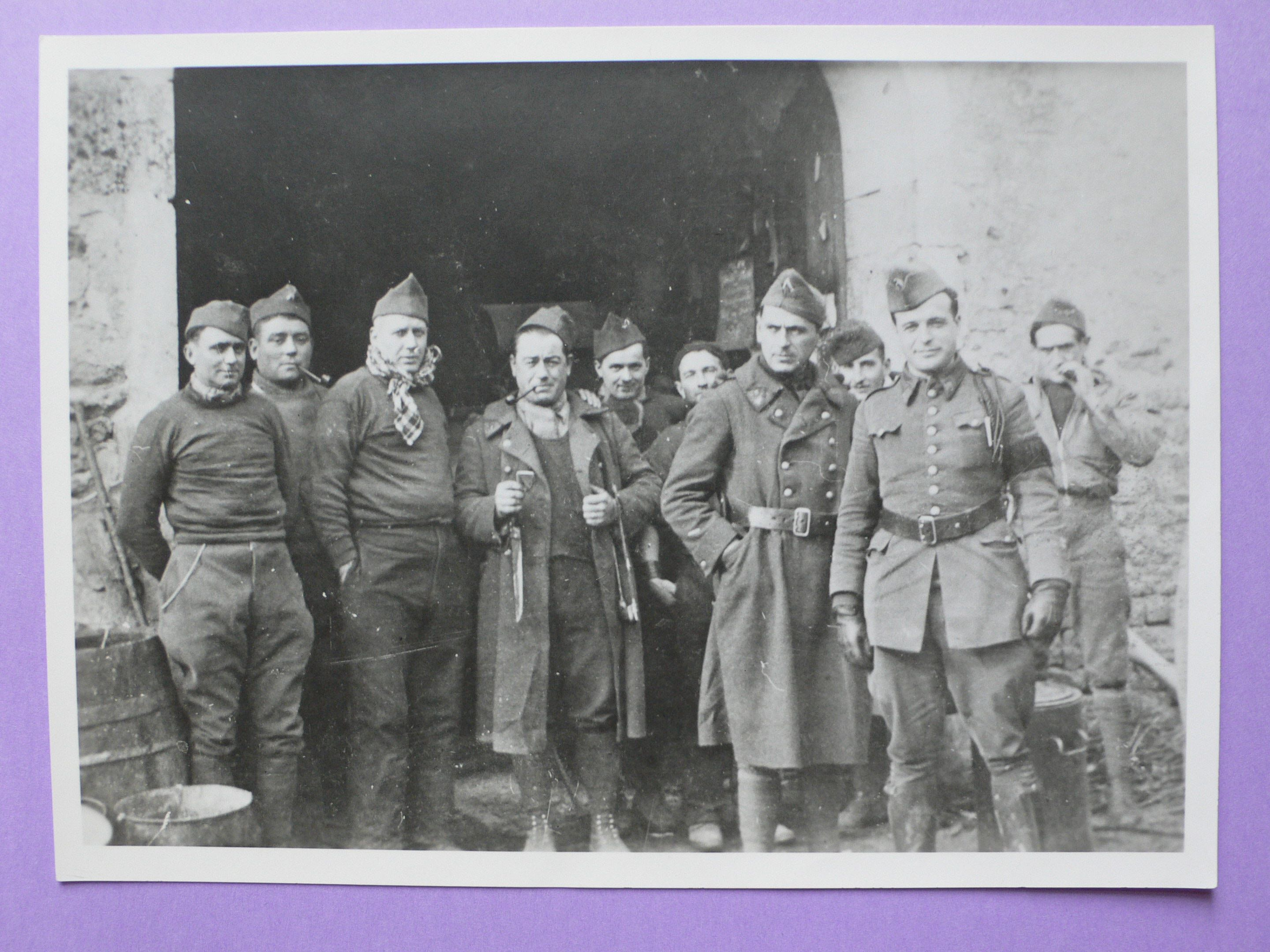
Soldats du en Lorraine à l'automne 1939, sous le commandement du lieutenant Jean Cavaillès

Le 43e régiment d'infanterie coloniale est mobilisé en 1939 au CMI no 59 d'Asnières les Bourges et intégré à la 6e DIC.
 La division fraîchement formée est placée en réserve de la 3e Armée du général Charles Condé.
- 1940-1942 : il fait partie de l'armée d'armistice.
- En 1941 deux bataillons sont basés à Bizerte. Le 3e bataillon avec ses 4 compagnies est caserné à Tunis. En décembre 1942 le régiment est désarmé par les Italiens puis rapatrié en France à bord des Torpilleurs Ardito et Ardente vers l'Italie puis par rail vers Marseille. L’ensemble de ses effectifs est démobilisé à compter d’avril 1943. En cas de rappel de mobilisation le nouveau lieu d’affectation est défini: le 21e RIC à Agen.

### De 1945 à nos jours

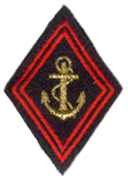
Insigne d'épaule : l'ancre d'infanterie de marine.

- En 1945, quand il est recréé à partir du 18e régiment de tirailleurs sénégalais (18e RTS), il reprend le même insigne et y ajoute une palme gagnée durant la bataille de France de 1939-1940 (8 palmes).
- À partir de 1946, il gagne une autre palme en Indochine. De 1947 à 1953, il participe à la pacification du sud et gagne la croix de guerre TOE (1 palme) qu'il fera figurer sur le ruban de sa Croix de guerre (9 palmes).
- En avril 1956, il devient le 43e bataillon d'infanterie coloniale (43e BIC) en Algérie à Phillippeville.
- Recréé le 1er avril 1960 à Offenbourg (Allemagne), quartier Commandant-Montalègre , qu'il partage avec le 11e régiment d'artillerie blindée (11e RAB).  Tout d'abord 43e régiment blindé d'infanterie de marine (43e RBIMa), il sera constitué d'un escadron de commandement et de soutien, ainsi que de quatre escadrons de trois pelotons de cinq chars AMX 13 90 mm, (une partie du régiment était stationné en même temps à Djibouti) auxquels viendront s'ajouter plus tard un escadron de trois pelotons de quatre AMX-13 75 mm SS11, le commandant du régiment en 1965 et 1966 était le colonel Paul Lescure (il deviendra au début des années 70 le général commandant les forces françaises de Djibouti) puis un groupement d'instruction dénommé 11e escadron. Le 43e RBIMa est l'héritier direct du 43e RIC.
 Le 1er mai 1968, le 43e RBIMa devient le 43e régiment d'infanterie de marine (43e RIMa). Il comprend alors, un escadron de commandement et de soutien, deux compagnies d'infanterie, la 1re et la 4e, à trois sections de quatre AMX-13 VTT (véhicule transport de troupe), deux escadrons, le 2e et le 3e à quatre pelotons de trois chars AMX-13 90 mm F1 et un peloton de quatre AMX-13 75 mm SS11, ainsi que d'un groupement d'instruction, le 11e escadron, composé de trois pelotons d'instruction et d'un peloton hors-rang comprenant les personnels permanents du 11e escadron.
- Ce régiment fut celui où Jean-Philippe Smet, alias Johnny Hallyday, effectua son service militaire en 1964-1965. Johnny servit comme sergent au 43e RBIMa et l'armée profita du passage dans ses rangs de cette très célèbre recrue pour faire un peu de relation publique à l'attention de la jeunesse.
- Il laisse place dans ses quartiers de Montalègre au 42e RI dont les futurs cadres métropolitains commencent à être mutés au 43e RIMa dès le dernier trimestre de l'année 1977. Tout au long de son stationnement à Offenbourg, les unités du 43e RIMa font de nombreuses relèves à Berlin au sein du 46e RI et du 11e régiment de chasseurs à cheval, participant activement aux missions confiées aux FFA (Forces françaises en Allemagne).
- À nouveau dissout, il est reconstitué le 1er juillet 1978 sous le nom de 43e BIMA à Abidjan (Côte d'Ivoire).
- De nouveau dissout le 3 juin 2009, ou l'unité devient une composante de la force Licorne (BSIA 43).
- la France rétrocède le camp militaire de Port-Bouët à la Côte d'Ivoire le 20 février 2025[2], qu'elle occupait depuis plus de 50 ans[3].

## Insigne du43eRIC
Ancre encâblée avec 43 sur la trabe et RIC sur le diamant Légion d’honneur sur fond rouge palmes et bandes rouges sur fond vert.

## Drapeau du régiment

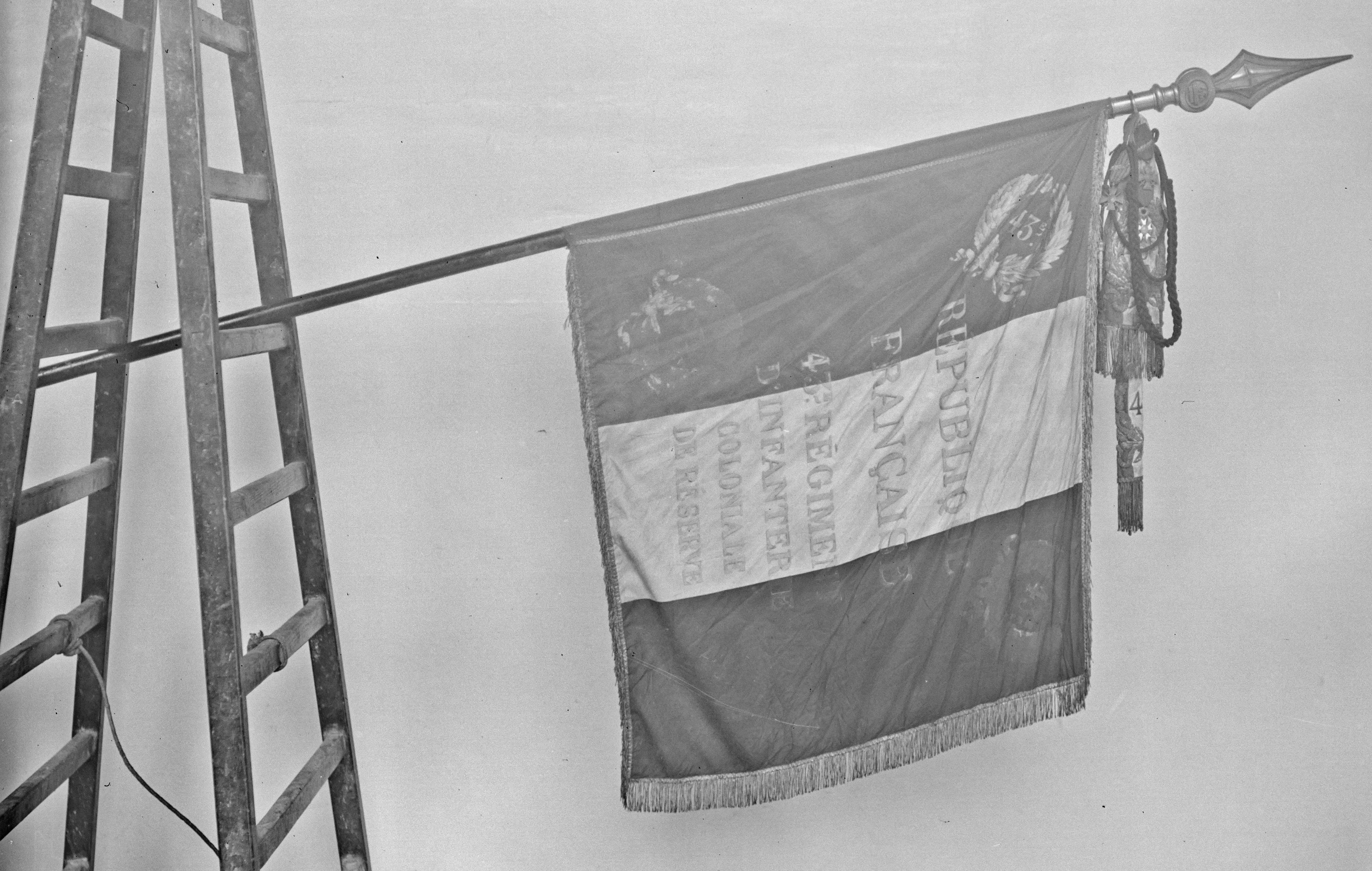
Le drapeau du, photographié en 1927, avec la fourragère à la couleur du ruban de la Légion d'honneur (rouge).

il porte, cousues en lettres d'or dans ses plis, les inscriptions suivantes,:
Lorraine 1914
Artois 1915
Verdun 1916
Aisne 1917-1918
Reims 1918
Champagne 1918
Indochine 1954-1956
AFN 1952-1962
- Il est décoré de la Légion d'honneur le 5 juillet 1919[6], de la Croix de guerre 1914-1918 avec 7 palmes, de la Croix de guerre 1939-1945 (1 palme), de la croix de guerre TOE (1 palme), qu'il fera figurer sur le ruban de sa Croix de guerre (9 palmes).
- Il porte la fourragère à la couleur du ruban de la Légion d'honneur avec olives aux couleurs du ruban de la Croix de guerre 1914-1918 et de la Croix de guerre 1939-1945.

## Traditions
La fête des troupes de marine
- Elle est célébrée à l'occasion de l'anniversaire des combats de Bazeilles. Ce village qui a été 4 fois repris et abandonné sur ordres, les 31 août et le 1er septembre 1870.

« Et au Nom de Dieu, vive la coloniale »
- Les Marsouins et les Bigors ont pour saint patron Dieu lui-même. Ce cri de guerre termine les cérémonies intimes qui font partie de la vie des régiments.

## Personnages célèbres ayant servi au43erégimentd'infanterie coloniale
- Lucien Blanvillain (1889-1915), le soldat sourd, Mort pour la France à Vimy le 30 septembre 1915[7].
- David Magnan dit «Lili des Bellons» (1898-1918), le célèbre ami d'enfance de Marcel Pagnol, Mort pour la France à Vrigny près de Reims le 23 juillet 1918[8].
- Jean Cavaillès (1903-1944), lieutenant de réserve, mobilisé en septembre 1939 au 43e RIC (4e DIC), ancien élève de l’E.N.S., enseignant à l'E.N.S., professeur de philosophie en lycée, maître de conférences à la faculté des lettres de l’université de Strasbourg, en repli en 1939 à Clermont-Ferrand, puis professeur de philosophie à titre temporaire à la Sorbonne où il est  nommé en mars 1941, résistant, interlocuteur du général de Gaulle à Londres, fusillé à Arras, aux environs du 17 février 1944, Compagnon de la Libération[9], inhumé en 1946 dans la crypte de la chapelle de la Sorbonne, sur la demande de Charles de Gaulle. Sa figure a été transposée dans L‘Armée des ombres, 1969, de Jean-Pierre Melville, sous le nom de Luc Jardy (interprété par Paul Meurisse).
- Jean-Gabriel Revault d'Allonnes (1914-1994), général français, Compagnon de la Libération, chef de corps du régiment de 1963 à 1964.
- Albert Chareyre (1915-1946), Compagnon de la Libération, officier du régiment tué en Indochine.
- Guy Le Coniac de La Longrays (1919-2001), Compagnon de la Libération, capitaine commandant la 12e compagnie du 43e RIC en Indochine, en 1945-1947 ; puis de nouveau au régiment en 1963-1965 comme lieutenant-colonel commandant en second le 43e RBIMa[10].
- Johnny Hallyday, chanteur français (1943-2017).

## Sources, bibliographie
- Erwan Bergot, La Coloniale du Rif au Tchad 1925-1980, imprimé en France : décembre 1982, n° d'éditeur 7576, n° d'imprimeur 31129, sur les presses de l'imprimerie Hérissey.
- Mémoire 1941-1956. (Raphaël Pécoil) compte d’auteur - Médiathèque Vezin le Coquet
- Historique du 43e régiment d'infanterie coloniale pendant la guerre 1914-1918, Nancy, Berger-Levrault, 52 p., lire en ligne sur Gallica.